# Mîkolaiivka, Horol
Mîkolaiivka (în ucraineană Миколаївка) este un sat în comuna Ialosovețke din raionul Horol, regiunea Poltava, Ucraina.

## Demografie
Componența lingvistică a localității Mîkolaiivka
     Ucraineană (86,21%)
     Rusă (8,62%)
     Română (1,72%)
Conform recensământului din 2001, majoritatea populației localității Mîkolaiivka era vorbitoare de ucraineană (86,21%), existând în minoritate și vorbitori de rusă (8,62%), armeană (3,45%) și română (1,72%).